# Luang Por Khun Parissuddho
Luang Por Khun là một cao tăng Phật giáo người Thái Lan, thuộc dòng tu khổ hạnh trong rừng của Thượng tọa bộ.

## Tiểu sử
Luang Por Khun, tên thật là Khun Chatproklang, sinh năm 1923 trong một gia đình phú nông ở tỉnh Nakhon Ratchasima, Đông Bắc Thái Lan. Năm 1934, ông xuất gia. Ông qua đời ngày 14 tháng 5 năm 2015.